# Grace Oladunni Taylor
Grace Oladunni Taylor   (Afganistan, 24 d'abril de 1937) també coneguda com Grace Oladunni Lucia Olaniyan-Taylor és una bioquímica, antiga universitat d'Ibadan, Nigèria. Va ser la segona dona ingressada a l'Acadèmia de Ciències de Nigèria i la primera africana guardonada amb el premi L'Oréal-UNESCO per a les dones en ciència.

## Primera vida i educació
Grace Oladunni Lucia Olaniyan va néixer a Efon-Alaiye, a l’Estat d’Ekiti, Nigèria. Entre 1952 i 1956, va ser alumna de la Queen's School d'Ede, a l'estat d'Osun. Es va matricular als estudis terciaris el 1957 al Nigerian College of Arts and Science d’ Enugu i el 1959 es va traslladar al University College of Ibadan (actual Universitat Ibadan). Olaniyan es va graduar amb honors el 1962 amb una llicenciatura en química.

## Carrera i recerca
Després de completar el seu títol, va anar immediatament a treballar a l'Estació Regional d'Investigació Agrícola (actual Institut Nacional d'Investigació de Cultius Arrelals) a Moor Plantation a Ibadan.
El 1963 va ser contractada com a ajudant d’investigació al Departament de Patologia Química de la Universitat Ibadan i es va doctorar en Patologia Química el 1969. El 1970 va ser contractada per la universitat com a professora i, després, el 1975, va ser investigadora visitant al Northwest Lipid Research Laboratory de Seattle, Washington. Va tornar a la Universitat Ibadan i va ser ascendida a professora titular el 1975 i el 1979 ascendida a lectora. El 1979, quan va començar a publicar, s'havia casat amb la professora Ajibola Taylor. El 1980, va treballar com a científica visitant a la Unitat de Recerca Metabòlica de la Universitat de les Índies Occidentals a Kingston, Jamaica i, després, el 1984, Taylor va ser ascendit a professor titular de Patologia Química a la Universitat Ibadan. El mateix any, va tornar per una segona beca d’investigació al Laboratori d’Investigació de Lípids del Nord-oest a Seattle i també va completar un càrrec com a científica visitant a Port of Spain, Trinidad, al Departament de Patologia Química. El 1990, Taylor va ser contractat com a professor associat a la Facultat de Medicina de la Universitat de Zimbabwe a Harare i va ensenyar al Departament de Patologia. El 1991 va tornar a la Universitat d’Ibadan, on del 1991 al 1994 va ser cap del departament de patologia química i va exercir de consultora honorífica a l’Hospital University College, Ibadan. Es va retirar el 2004 però va continuar fent conferències a Ibadan al Departament de Patologia Química.
La seva especialitat va ser l’anàlisi de lípids en malalties cardiovasculars i la seva comparació del metabolisme lipídic va confirmar que els nivells de colesterol no són producte de la raça, sinó de dieta i exercici. Va rebre nombrosos honors per la seva investigació, inclosa la beca Shell-BP en química, una beca de l’ Organització Mundial de la Salut, la beca Fulbright – Hays, una beca Ciba-Geigy i la beca Association of African Universities. Taylor va ser ingressada a l'Acadèmia de Ciències de Nigèria el 1997, com la segona dona que va ser homenatjada com a ingressada. El 1998 es va llançar el premi L’Oréal-UNESCO per atorgar una dona de cadascuna de les cinc regions —Àfrica i estats àrabs, Àsia-Pacífic, Europa, Amèrica Llatina, Amèrica del Nord— pels seus èxits científics i contribucions a la millora de la humanitat. Taylor va ser el guanyador africà en els premis inaugurals del premi L'Oréal-UNESCO per a les dones en ciència, convertint-se en la primer africana a rebre el premi. El 2012, va ser guardonada pel govern de l'Ekiti per les seves contribucions a l'assessorament i l'ensenyament dels estudiants de medicina.

## Obres seleccionades
- Taylor, Grace Oladunni; Bamgboye, Afolabi E. The American Journal of Clinical Nutrition, 32, 12, 12-1979, pàg. 2540–2545. DOI: 10.1093/ajcn/32.12.2540. PMID: 506976.
- Taylor, G. Oladunni; Agbedana, E. O.; Johnson, A. O. K. British Journal of Nutrition, 47, 3, 5-1982, pàg. 489–494. DOI: 10.1079/BJN19820061. PMID: 6805501 [Consulta: gratuïta].
- Taylor, Oladunni Grace; Ahaneku, Joseph Eberendu; Agbedana, Olu Emmanuel «Còpia arxivada». Acta Medica Okayama, 49, 5, 10-1995. Arxivat de l'original el 2016-02-01. ISSN: 0386-300X [Consulta: 11 febrer 2021].
- Taylor, Grace O.; Orimadegun, Bose E.; Anetor, John I.; Adedapo, Deborah A.; Onuegbu, Jude A. Pakistan Journal of Medical Sciences, 23, 4, 7-2007, pàg. 518–522. ISSN: 1681-715X.
- Taylor, Grace Oladunni; Ebesunun, Maria Onomhaguan; Agbedana, Emmanuel Oluyemi; Oladapo, Olulola O. Biokemistri, 25, 2, 9-2013. ISSN: 0795-8080.
- Taylor, GO (1971). Triglicèrids sèrics i àcids grassos a kwashiorkor. La revista americana de nutrició clínica, 24 (10), 1212–1215.[10]
- Taylor, J. Comunitats de pràctica: una manera de dirigir. Ensenyament i aprenentatge, 40.
- Cheraskin, E. "Si el colesterol alt en sang és dolent, és baix? . " Revista de medicina ortomolecular 1.3 (1986): 176–183.[11]
- Bock, U. (2000). La institucionalització dels estudis sobre les dones a les universitats alemanyes a finals de segle. European Education, 32 (4), 14-32.[12]